# Pulau Halang Muka
Pulau Halang Muka is een bestuurslaag in het regentschap Rokan Hilir van de provincie Riau, Indonesië. Pulau Halang Muka telt 3253 inwoners (volkstelling 2010).